# Серакув (Підкарпатське воєводство)
Серакув (пол. Sieraków) — село в Польщі, у гміні Гарасюки Ніжанського повіту Підкарпатського воєводства.
Населення — 279 осіб (2011).
У 1975-1998 роках село належало до Тарнобжезького воєводства.

## Демографія
Демографічна структура станом на 31 березня 2011 року:
|          | Загалом | Допрацездатний вік | Працездатний вік | Постпрацездатний вік |
| -------- | ------- | ------------------ | ---------------- | -------------------- |
| Чоловіки | 138     | 25                 | 98               | 15                   |
| Жінки    | 141     | 24                 | 85               | 32                   |
| Разом    | 279     | 49                 | 183              | 47                   |